# برايان فيتزباتريك (صحفي)
برايان فيتزباتريك (بالإنجليزية: Brian Fitzpatrick)‏ هو صحفي أسترالي، ولد في 17 نوفمبر 1905، وتوفي في 3 سبتمبر 1965.